# Huitztipan
Huitztipan är en ort i Mexiko.   Den ligger i kommunen Ilamatlán och delstaten Veracruz, i den sydöstra delen av landet, 180 km nordost om huvudstaden Mexico City. Huitztipan ligger 435 meter över havet och antalet invånare är 892.
Terrängen runt Huitztipan är kuperad. Runt Huitztipan är det ganska tätbefolkat, med 58 invånare per kvadratkilometer. Närmaste större samhälle är Xochiatipan de Castillo, 8,0 km öster om Huitztipan. I omgivningarna runt Huitztipan växer i huvudsak städsegrön lövskog.